# Зимові Олімпійські ігри 1960
Зимові Олімпійські ігри 1960 або VIII Зимові Олімпійські ігри — міжнародне спортивне змагання із зимових видів спорту, яке проходило під егідою Міжнародного олімпійського комітету у місті Скво-Веллі (США) з 18 по 28 лютого 1960 року.

## Вибори міста проведення
| Місто               | Країна    | 1-й раунд | 2-й раунд |
| Скво-Веллі          | США       | 30        | 32        |
| Інсбрук             | Австрія   | 24        | 30        |
| Гарміш-Партенкірхен | ФРН       | 5         | —         |
| Санкт-Моріц         | Швейцарія | 3         | —         |

## Види спорту
| - Біатлон (1) - Гірськолижний спорт (6) - Ковзанярський спорт (8) - Лижне двоборство (1) | - Лижні гонки (6) - Стрибки з трампліна (1) - Фігурне катання (3) - Хокей (1) |

В дужках вказана кількість розіграних комплектів медалей.

## Учасники
В змаганнях взяли участь 665 спортсменів (521 чоловік та 144 жінки) з 30 країн.
| - Австралія - Австрія - Аргентина - Болгарія - Велика Британія - Данія - Ісландія - Іспанія - Італія - Канада |  | - Південна Корея - Ліван - Ліхтенштейн - Нідерланди - Нова Зеландія - Об'єднана німецька команда - Норвегія - Південно-Африканська Республіка - Польща - СРСР |  | - США - Туреччина - Угорщина - Фінляндія - Франція - Чилі - Чехословаччина - Швейцарія - Швеція - Японія |

## Результати
| Місце  | Країна         | Золото | Срібло | Бронза | Загалом |
| ------ | -------------- | ------ | ------ | ------ | ------- |
| 1      | СРСР           | 7      | 5      | 9      | 21      |
| 2      | Німеччина      | 4      | 3      | 1      | 8       |
| 3      | США            | 3      | 4      | 3      | 10      |
| 4      | Норвегія       | 3      | 3      | 0      | 6       |
| 5      | Швеція         | 3      | 2      | 2      | 7       |
| 6      | Фінляндія      | 2      | 3      | 3      | 8       |
| 7      | Канада         | 2      | 1      | 1      | 4       |
| 8      | Швейцарія      | 2      | 0      | 0      | 2       |
| 9      | Австрія        | 1      | 2      | 3      | 6       |
| 10     | Франція        | 1      | 0      | 2      | 3       |
| 11     | Нідерланди     | 0      | 1      | 1      | 2       |
| 11     | Польща         | 0      | 1      | 1      | 2       |
| 13     | Чехословаччина | 0      | 1      | 0      | 1       |
| 14     | Італія         | 0      | 0      | 1      | 1       |
| Всього | Всього         | 28     | 26     | 27     | 81      |